# Bazyli Wielki
Bazyli Wielki, również Bazyli z Cezarei (gr. Μέγας Βασίλειος, cs. святитель Васи́лий Вели́кий; ur. w 329 lub 330, zm. 1 stycznia 379) – pisarz wczesnochrześcijański zaliczany do grona ojców Kościoła, święty prawosławny i katolicki, wyznawca, biskup i doktor Kościoła, uważany za ojca wschodniego monastycyzmu.

## Życiorys
Urodził się w Cezarei Kapadockiej (obecnie w Turcji) w bardzo religijnej rodzinie. Jego rodzicami byli Bazyli i Emilia z Cezarei. Dwaj jego bracia: Grzegorz z Nyssy i Piotr z Sebasty oraz siostra Makryna Młodsza również zostali wyniesieni na ołtarze. Bazyli otrzymał staranne wykształcenie, które stawiało go w rzędzie najbardziej światłych ludzi tamtego czasu. Wspólnie z Grzegorzem z Nazjanzu, przyjacielem z okresu studiów, poświęcił się życiu pustelniczemu. Chrzest przyjął dopiero w wieku 28 lat (358) po czym został mnichem. W 364 przyjął święcenia kapłańskie z rąk św. Euzebiusza z Samosaty, a w 370 roku został za jego poparciem biskupem Cezarei i metropolitą Kapadocji.
Jako biskup Cezarei odznaczał się troską o sprawy duszpasterskie i charytatywne. Wybudował schronisko dla pielgrzymów, ludzi w podeszłym wieku i chorych, zapewniające im opiekę i odpowiednie utrzymanie. Znane jest także jego zarządzenie wydane podczas panującego głodu, aby sprzedać część majątku kościelnego, a za uzyskane pieniądze zakupić żywność dla najuboższych. Dla głębokiej wiedzy oraz autorytetu moralnego historia obdarzyła go przydomkiem Wielki. Był jednym z trzech tzw. ojców kapadockich, trójki ojców Kościoła z IV wieku, którzy pochodzili z Kapadocji (Bazyli Wielki, Grzegorz z Nazjanzu i Grzegorz z Nyssy), którzy bardzo przyczynili się do ostatecznego określenia przez Kościół dogmatu o Trójcy Świętej i zwalczali arian.
Bazyli jest autorem wielu dzieł teologicznych, w których wykładał zasady wiary i wskazywał na błędy szerzącego się wówczas arianizmu. Jest też autorem jednej z pierwszych reguł zakonnych (bazylianie), która dotrwała do czasów współczesnych, oraz opracował tekst liturgii eucharystycznej po dziś dzień używanej w Kościołach tradycji bizantyńskiej prawosławnej i greckokatolickiej (por. np. Kościół katolicki obrządku bizantyjsko-włoskiego) oraz Kościoły orientalne.
Zmarł 1 stycznia 379 roku w wieku 50 lat.

## Kult
Relikwie znajdują się w Amalfi koło Neapolu, w Wenecji i Brugii (Belgia).
Wspomnienie liturgiczne w Kościele katolickim obchodzone jest 2 stycznia obok św. Grzegorza z Nazjanzu według nowego kalendarza liturgicznego oraz 14 czerwca według starego kalendarza liturgicznego.
Cerkiew prawosławna wspomina świętego dwukrotnie:
- 1/14 stycznia[b], tj. 14 stycznia według kalendarza gregoriańskiego,
- 30 stycznia/12 lutego, tj. 12 lutego razem ze świętymi: Grzegorzem z Nazjanzu oraz Janem Chryzostomem (Złotoustym).

### Troparion i kondakion
Troparion, ton 1: Na całą ziemię rozeszła się nauka Twoja,

przyjmującą Twoje słowo, którym pobożnie pouczyłeś o prawdach wiary;

wyjaśniłeś naturę bytów,

naprawiłeś obyczaje ludzi.

Królewski kapłanie, Ojcze najczcigodniejszy,

módl się do Chrystusa Boga,

aby zbawił dusze nasze.
Kondakion, ton 4: Okazałeś się niewzruszonym fundamentem Kościoła,
dając wszystkim ludziom niezniszczalne dziedzictwo,
przypieczętowane Twymi regułami,

okazujący niebo, Bazyli najczcigodniejszy.

## Filozofia i teologia

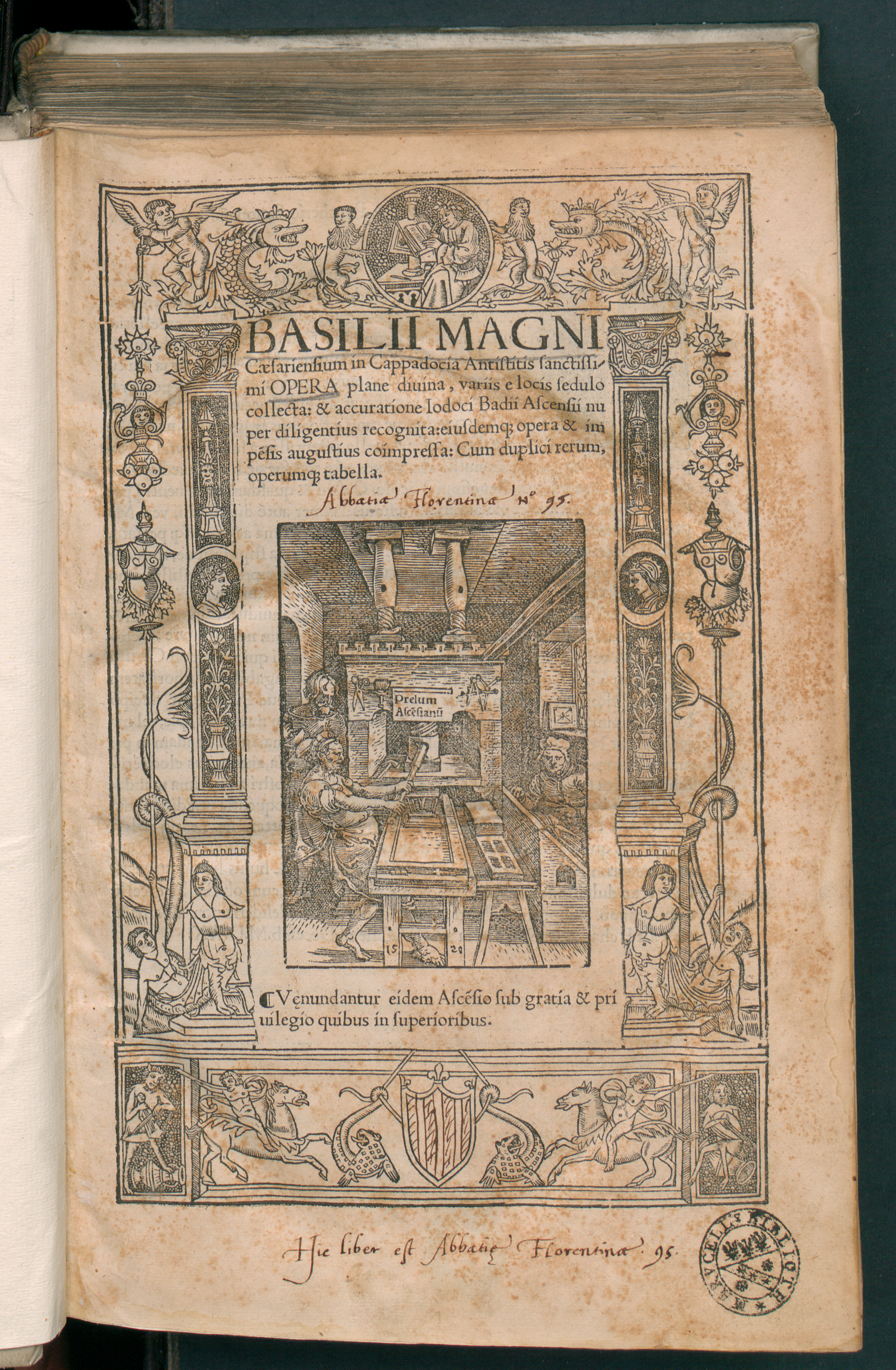
Basilii Magni Opera, 1540

### Trójca Święta
Wraz z bratem Grzegorzem z Nyssy głosił współistność trzech Osób Boskich. W tym celu opracował nową doksologię: Chwała Ojcu i Synowi i Duchowi Świętemu (która zastąpiła poprzednią: Chwała Ojcu, przez Syna w Duchu Świętym). Twierdził, że nie sposób zgłębić tajemnicy Absolutu jakim jest Bóg. Człowiekowi dostępny jest tylko rąbek wiedzy o nieskończoności Stwórcy, jaka zawarta jest w Piśmie Świętym.

### Natura
Napisał komentarz do opisu stworzenia w Księdze Rodzaju w formie dziewięciu homilii. Podejmował w nich zagadnienia m.in. zdefiniowania natury firmamentu, czy określenia kształtu Ziemi. Odrzucił on jednak w tym zakresie nauki Arystotelesa, stwierdzając, że Ziemia się nie porusza i nie jest wsparta na niczym (Arystoteles rozważał wsparcie Ziemi na wodzie czy powietrzu). Podkreślał zamysł Boga w stworzeniu natury, porównywał procesy naturalne do moralności i określał je ze względu na korzyści rosnące z istnienia poszczególnych roślin, zwierząt i innych elementów natury.

## Dzieła
Bazyli napisał traktaty Przeciw Eunomiuszowi i O Duchu Świętym.
Wybrane przekłady polskie:
- Listy. Wybór, przeł. Włodzimierz Krzyżaniak, Warszawa 1972, IW PAX, s. 372.
- O Duchu Świętym. Alina Brzóstkowska (przekład), Józef Naumowicz (wstęp). Warszawa: IW PAX, 1999, s. 207.
- Pisma ascetyczne. T. 1. Wstęp do zarysu ascezy. O sądzie Bożym. O wierze. Reguły moralne. Przekład i opracowanie ks. Józef Naumowicz, Kraków 1994 Wydawnictwo Benedyktynów „Tyniec”, s. 264.
- Pisma ascetyczne. T. 2. Reguły dłuższe. Reguły krótsze. Przekład i opracowanie: ks. Józef Naumowicz, Kraków 1995 Wydawnictwo Benedyktynów „Tyniec”, s. 484.
- Wybór homilij i kazań, Tadeusz Sinko (tłum.), Kraków: Wydawnictwo Mariackie, 1947. Brak numerów stron w książce